# Valley Park (Oklahoma)
Valley Park és un poble dels Estats Units a l'estat d'Oklahoma. Segons el cens del 2000 tenia 24 habitants.

## Demografia
Segons el cens del 2000, Valley Park tenia 24 habitants, 6 habitatges, i 6 famílies. La densitat de població era de 4,3 habitants per km².
Dels 6 habitatges en un 66,7% hi vivien nens de menys de 18 anys, en un 66,7% hi vivien parelles casades, en un 33,3% dones solteres, i en un 0% no eren unitats familiars. En el 0% dels habitatges hi vivien persones soles el 0% de les quals corresponia a persones de 65 anys o més que vivien soles. El nombre mitjà de persones vivint en cada habitatge era de 4 i el nombre mitjà de persones que vivien en cada família era de 4.
Per edats la població es repartia de la següent manera: un 45,8% tenia menys de 18 anys, un 8,3% entre 18 i 24, un 33,3% entre 25 i 44, un 4,2% de 45 a 60 i un 8,3% 65 anys o més.
L'edat mediana era de 20 anys. Per cada 100 dones de 18 o més anys hi havia 62,5 homes.
La renda mediana per habitatge era de 101.376 $ i la renda mediana per família de 101.376 $. Els homes tenien una renda mediana de 0 $ mentre que les dones 0 $. La renda per capita de la població era de 25.280 $. Entorn del 25% de les famílies i el 30% de la població estaven per davall del llindar de pobresa.

## Poblacions més properes
El següent diagrama mostra les poblacions més properes.